# Церква Святої Великомучениці Параскеви П'ятниці (Пилява)
Церква Святої Великомучениці Параскеви П'ятниці в Пиляві — парафія і храм Бучацького благочиння Тернопільської єпархії Православної церкви України в селі Пилява Чортківського району Тернопільської области.

## Історія церкви
Про давній храм у Пиляві відомо з опису інвентаря села 1778 року. Його зруйнували під час Першої та Другої світових воєн.
У 1989 році на місці двох попередніх храмів почали будувати новий за кошти громади та колгоспу. 14 листопада 1993 року, на свято, єпископ Тернопільський і Бучацький Василій відслужив богослужіння, освятив храм і дзвони за участі священників району.
У 1904 році родина Данила Костишина пожертвувала кошти на пам'ятник святому Миколаю Чудотворцю. Його зруйнували в 50-х роках, але у 1953 році Володимир Дзюрбан відновив скульптуру. У 1992 році Володимир Халімон керував реконструкцією пам'ятника та місця, де він стоїть.
У 1992 році біля Будинку культури встановлено та освячено кам'яний хрест, пожертвуваний І. Гонцем.
У 2003 році за кошти громади відновлено і освячено кам'яний хрест на роздоріжжі біля храму.
Біля цвинтаря у 2006 році встановлено та освячено статую Матері Божої.

## Парохи
- о. Анатолій Сидоренко (1958—1990),
- о. Степан Шкварок (з ?).